# 北勢溪 (新北市)
北勢溪（「北方河流」之意）位於台灣北部，是新店溪的源流之一，全長約50公里，流域面積約310平方公里，流域分佈於新北市雙溪區、坪林區、石碇區、新店區等行政區。其源流有二，皆位於雙溪區，北支發源於三方向山，南支發源於新北市、宜蘭縣兩市縣邊界的鶯子嶺北麓，兩溪於三水潭合流後向西南流，至坪林後與發源自鶯子嶺南麓之（魚逮）魚堀溪會合後注入翡翠水庫，經水庫後往西流至龜山橋邊，與來自南方的南勢溪會合，始稱為新店溪。
北勢溪沿岸原有翡翠谷、鷺鷥潭、鯉魚潭、太陽谷、火燒樟等諸多景點，是早期大台北地區的最佳旅遊勝地之一。自從翡翠水庫開工集水後，這些景點就陸續淹沒而消失。

## 北勢溪主要支流
- 北勢溪：新北市－50公里
  - 火燒樟溪：新北市石碇區
  - 後坑子溪：新北市石碇區
  - 石硿子溪：新北市石碇區
  - 金瓜寮溪：新北市坪林區
  - 𩻸魚堀溪：新北市坪林區
    - 石𥕢溪：新北市坪林區
    - 姑婆寮溪：新北市坪林區

  - 大粗坑溪：新北市坪林區
  - 灣潭溪：新北市雙溪區
    - 南勢溪 （新北市雙溪區）
    - 坪溪

  - 泰平溪：新北市雙溪區
    - 溪尾寮溪：新北市雙溪區
    - 後寮溪：新北市雙溪區

## 照片

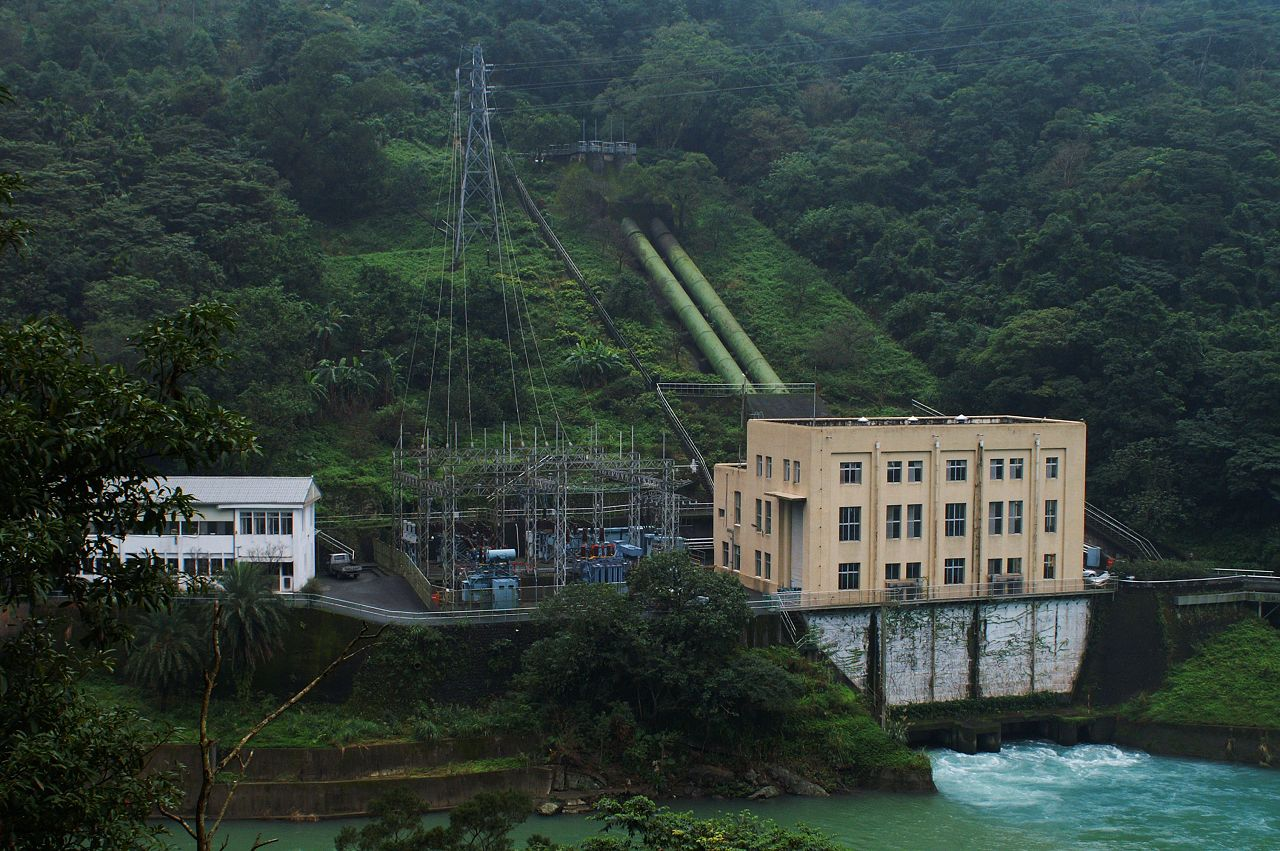
桂山發電廠發電尾水排入北勢溪下游
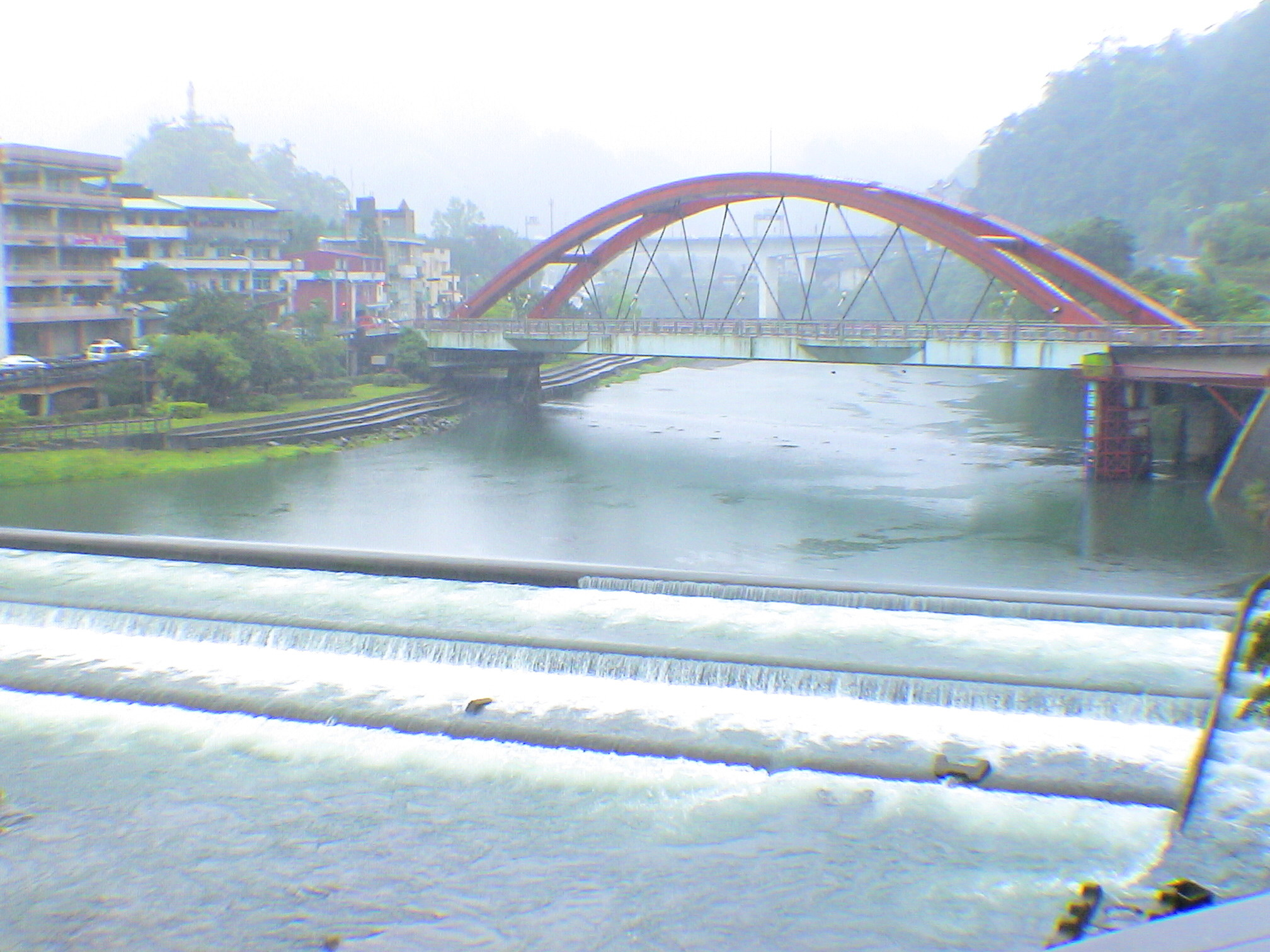
北勢溪上游流經坪林區
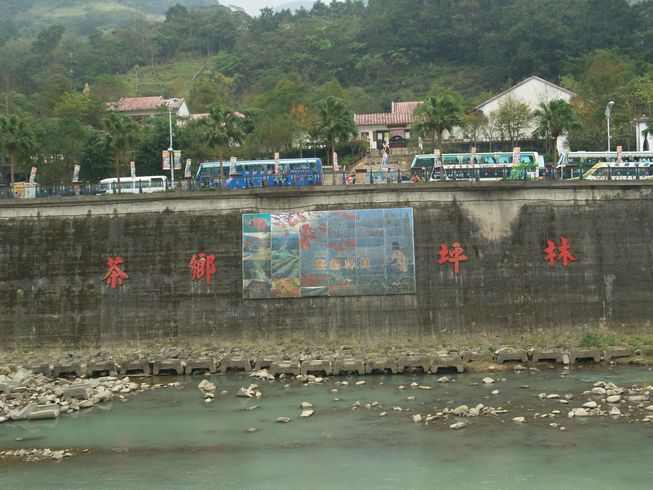
北勢溪上游